# Fyrstendømmet Lübeck
Fyrstendømmet Lübeck (tysk: Fürstentum Lübeck) var et historisk territorium i det nordlige Tyskland, der eksisterede fra 1803 til 1937 (fra 1918 som Landesteil Lübeck). Det var en eksklave, som var en del af Storhertugdømmet Oldenburg (fra 1918 Fristaten Oldenburg). I dag er området en del af delstaten Slesvig-Holsten.

## Histore
Fyrstendømmet Lübeck opstod, da Fyrstbispedømmet Lübeck blev sækulariseret i 1803. Det indgik i personalunion med Storhertugdømmet Oldenburg, hvis storhertuger også før 1803 havde været fyrstbiskopper af Lübeck. Residensstad for fyrstendømmet var Eutin med Eutin Slot. Efter afskaffelsen af monarkiet i Tyskland i 1918 indgik det som Landesteil Lübeck i Fristaten Oldenburg. I 1937 blev landsdelen som Kreis Eutin en del af den preussiske provins Slesvig-Holsten.
Selve byen Lübeck var ikke en del af fyrstendømmet.